# Fritz Aurada
Friedrich „Fritz“ Leopold Aurada, eigentlich Auřada (* 8. Februar 1917 in Wien; † 22. März 2004 ebenda), war ein österreichischer Kartograph, Geograph und Autor.
Er machte sich vor allem um die Kartenredaktion, die Weiterentwicklung von Touristen- und Wanderkarten und die zeitgemäße Adaptierung von österreichischen Schulatlanten verdient.

## Leben

### Abstammung, schulische Ausbildung und Studium
Fritz Aurada wurde am 8. Februar 1917 als Sohn des damaligen Mechanikergehilfen und späteren Berufsschullehrers Viktor Auřada (* 28. Juli 1886 in Böhmzeil bei Gmünd; † 28. August 1945 in Wien-Meidling) und dessen Ehefrau, der Privatbeamtin Hedwig (geborenen Hammerschmid; * 9. April 1886 in Wien-Margareten; † 17. Juni 1972 in Purkersdorf), in Wien geboren und am 25. Februar 1917 auf den Namen Friedrich Leopold getauft. Seine Eltern hatten am 18. Mai 1913 in der Pfarrkirche St. Josef zu Margareten geheiratet. Seine Großeltern väterlicherseits waren der Tischler Adam Auřada und dessen Ehefrau Theresia (geborene Gruber). Die Großeltern mütterlicherseits waren der Bäckergehilfe Ferdinand Hammerschmid und dessen Ehefrau Leopoldine (geborene Heigl).
Nach dem Besuch der Volks-, Haupt- und Mittelschule legte er am 22. Februar 1937 als Externist erfolgreich die Matura ab und inskribierte noch im Sommersemester desselben Jahres an der Philosophischen Fakultät der Universität Wien. Von Februar 1937 bis März 1940 studierte er Geographie bei Hugo Hassinger und Johann Soelch, Meteorologie bei Heinrich von Ficker und Anthropologie bei Josef Weninger und Eberhard Geyer. Während seines Studiums nutzte er als aktiver Alpinist die Gelegenheit, seine Bergtouren auf weite Teile der Ost- und Westalpen auszudehnen und dabei insbesondere im alpin-geographischen Bereich vielfältige Erfahrungen zu sammeln. 1939 absolvierte er den Gletscherkurs des Österreichischen Alpenvereins, wodurch sein Interesse in die hochgebirgskundliche Richtung und vor allem auf die Gletscherkunde gelenkt wurde. Am 8. April 1940 promovierte Aurada mit einer Dissertation mit dem Titel Das Hochgebirgsbild der Lienzer Dolomiten und seine Entstehung und einem mit Auszeichnung bestandenen Rigorosum an der Universität Wien zum Doktor der Naturwissenschaften.

### Kriegsdienst und Gefangenschaft
Nur kurz davor war Aurada im Februar 1940 im Zuge des Zweiten Weltkriegs zum Kriegsdienst einberufen worden und war in der Folge am Einmarsch in Bulgarien sowie dem Feldzug in Jugoslawien und Griechenland beteiligt. Von Sommer 1941 bis zum Frühjahr 1942 nahm er außerdem am Deutsch-Sowjetischen Krieg teil. Am 6. Oktober 1942 heiratete er standesamtlich in Wien-Wieden-Margareten Maria Safar und wurde bald darauf als Leutnant der Reserve im Frühjahr 1943 nach Afrika abkommandiert. Am Ende des Afrikafeldzugs geriet er am 13. Mai 1943 in britische Kriegsgefangenschaft und wurde in die Vereinigten Staaten verbracht. Zwischen August 1943 und dem Frühjahr 1946 war er in den Bundesstaaten Texas und Arkansas inhaftiert, wobei er mit US-amerikanischen Universitäten in Briefwechsel treten konnte. Daneben lernte er fließend Englisch und studierte britische und US-amerikanische Fachliteratur. Seine in den Kriegsgefangenenlagern abgehaltenen Universitätsvorbereitungskurse in Geographie, Geologie, Ingenieurgeologie, Kartographie und Meteorologie wurden nach Kriegsende an den Universitäten Kiel und München sowie an der Technischen Hochschule Stuttgart voll anerkannt. Am 31. Mai 1946 erfolgte in Salzburg seine Entlassung aus amerikanischer Kriegsgefangenschaft.

### Wirken nach dem Zweiten Weltkrieg bis zur Pensionierung
Nachdem er bis dahin in verschiedenen Bereichen gearbeitet hatte, wurde er im Mai 1948 in der Abteilung Triangulierung im Bundesamt für Eich- und Vermessungswesen in Wien tätig. Bis Ende des Jahres 1951 war er dabei im Sommer als Hilfstechniker und im Winter als Rechner beschäftigt und übernahm nach einer raschen Einarbeitung die selbstständige Leitung eines Bautrupps. Mit 1. Jänner 1952 wurde er an der Kartographische Anstalt Freytag-Berndt und Artaria KG aufgenommen, wo er anfangs als geographischer Bearbeiter und ab 1. Jänner 1956 als Leiter der Kartenredaktion Anstellung fand. Mit 1. April 1963 stieg Aurada zum Gesamtprokurist der Kartographischen Anstalt auf und hatte diese Stelle bis zu seiner Pensionierung im Jahr 1977 inne.
Nachdem schon bis 1951 mehrere geographische Arbeiten veröffentlicht werden konnten, verlagerte sich Auradas wissenschaftliches Schaffen ab 1952 zwangsläufig auf den Bereich der Kartographie und hierbei mit besonderem Fokus auf Kartenredaktion, Touristenwanderkarten und Schulkartographie. Nach dem Zweiten Weltkrieg sah sich auch die Freytag-Berndt und Artaria KG – wie viele andere kartographische Verlage – mit existenzbedrohenden Herausforderungen konfrontiert. Besonders dringlich war dabei die Umstellung von militärisch geprägten Aufträgen auf zivile Produkte sowie der vollständige Neuaufbau kartographischer Lehrmittel wie Schulhand- und Schulwandkarten oder Schulatlanten. Trotz schwieriger Rahmenbedingungen – etwa mangelhafter Informationslage, Papierkontingentierung oder eingeschränkter Verfügbarkeit hochwertiger Druckfarben – gelang es dem Verlag überraschend rasch, mehrere bedeutende Werke herauszugeben: darunter ein Atlas für Hauptschulen (1951), ein Atlas für Mittelschulen (1952) sowie ein Atlas für Lehrer- und Lehrerinnenbildungsanstalten (1952), wobei die Herstellung der beiden letztgenannten unter der Leitung von Walter Strzygowski und Friedrich Aurada erfolgte. Um die thematischen Karten dieser Atlanten laufend aktualisieren zu können, wurde der Aufbau und die Leitung einer leistungsfähigen „Evidenzabteilung“ erforderlich.
Ab 1949 unter Walter Strzygowski und insbesondere ab 1952 unter Friedrich Aurada wurden die seit 1925 im Unternehmen bestehenden Vorarbeiten in Form einer Abteilung für thematische Daten zu einer zweckmäßigen Evidenzabteilung ausgebaut. Dabei orientierte man sich zunehmend an den aktuellen Anforderungen des Geographieunterrichts, wobei insbesondere die Bereiche Wirtschafts- und Verkehrsgeographie sowie Politische Geographie systematisch einbezogen wurden. Hierbei entstand die Idee zur Herausgabe der Geographischen Informationen. In Zusammenarbeit mit der damaligen Geographischen Gesellschaft Wien wurden diese ab 1958 sowohl in den Mitteilungen veröffentlicht als auch als Sonderdrucke durch den Verlag Freytag-Berndt herausgegeben. Ziel war es, eine möglichst enge Verbindung zu den Geographielehrkräften an Haupt- und Mittelschulen aufzubauen, weshalb das Unternehmen die Sonderdrucke auch kostenfrei zur Verfügung stellte. Diese Sonderdrucke mit dem Titel Geographische Informationen zur Geographie und Wirtschaftskunde erschienen unter Auradas Leitung bis ins Jahr 1969 und wurden nicht nur in Österreich, sondern im gesamten deutschsprachigen Raum sowie darüber hinaus wahrgenommen und rezipiert. Hierbei erschienen 34 selbstständige Hefte mit insgesamt über 500 Seiten. Die kostenlose Ausgabe wurde vom Verlag schließlich 1969 aus wirtschaftlichen Gründen eingestellt; in der Folge wurde auch die Herausgabe insgesamt beendet. Zwischen 1970 und 1977 wurden daraufhin die Informationen zur Geographie und Wirtschaftskunde als Beitrag zur Schulgeographie in den Mitteilungen der Österreichischen Geographischen Gesellschaft veröffentlicht. Im Jahr 1977 kam diese nahezu zwei Jahrzehnte andauernde und erfolgreiche Zusammenarbeit zwischen der Kartographischen Anstalt Freytag-Berndt und Artaria und der Österreichischen Geographischen Gesellschaft zu ihrem Ende – bedingt einerseits durch konzeptionelle Änderungen in der Redaktion der Mitteilungen und andererseits durch die Pensionierung von Friedrich Aurada. In den folgenden Jahren wurde diese Kooperation in vergleichbarer Form nicht wieder aufgenommen.
Neben den Arbeiten der Evidenzabteilung, der laufenden Aktualisierung der Schulatlanten und der bis in die späten 1960er Jahre fortgeführten Weiterentwicklung der seit 1888 bei Freytag-Berndt erschienenen Touristen-Wanderkarte im Maßstab 1:100.000 engagierte sich Aurada auch auf internationaler Ebene in der Kartographie und machte sich dabei verdient. So war der gebürtige Wiener unter anderem für die Österreich-Inhalte im Internationalen Jahrbuch für Kartographie verantwortliches. Dieses Jahrbuch wurde nach der Gründung der Internationalen Kartographischen Vereinigung von deren ersten Präsidenten, dem Schweizer Eduard Imhof, von 1961 bis 1966 im Bertelsmann Verlag herausgegeben. Auch während der Herausgeberschaft von Konrad Frenzel in den Jahren 1967 bis 1970 wurde die Zusammenarbeit fortgeführt, was schließlich in die Übernahme der Herausgeberschaft des Jahrbuchs durch Österreich mündete. Von 1971 bis 1973 waren für die Herausgabe des dreisprachigen (Deutsch, Englisch, Französisch) Internationalen Jahrbuches für Kartographie Erik Arnberger und Friedrich Aurada verantwortlich. Ab 1974 bis zum letzten Band 1990 wurde Herausgabe vom deutschen Kartographen Karl-Heinz Meine übernommen. Die mehrsprachige Redaktionstätigkeit war zudem eng verknüpft mit dem von Josef Breu herausgegebenen Atlas der Donauländer, der von 1970 bis 1989 im Wiener Deuticke Verlag erschien, dessen redaktionellem Beirat Friedrich Aurada ab Juni 1964 angehörte.
Anteile hatte Aurada auch an der karten- und drucktechnischen Betreuung wissenschaftlicher Werke, die die Kartographische Anstalt Freytag-Berndt und Artaria zwischen 1950 und 1980 herstellte – darunter der Atlas von Niederösterreich (und Wien) (Wien, 1951–1958) sowie der Atlas der Republik Österreich (Wien, 1960–1980). In die letzten Jahre seines Wirkens fiel die Einstellung der Touristen-Wanderkarte im Maßstab 1:100.000 in den 1970er Jahren sowie der Übergang zu großmaßstäbigen Wander- und Freizeitkarten im Maßstab 1:50.000 und 1:25.000, die in der Folge das Sortiment in diesem Bereich maßgeblich bestimmten. An der Umstellung der Schulatlanten von schultypenbezogenen Atlanten (Hauptschulatlas, Mittelschulatlas) auf schulstufenbezogene Atlanten (Unterstufenatlas, Oberstufenatlas) in den Jahren 1978/79 war nicht mehr prägend beteiligt; diese wurde bereits von seinen Nachfolgern umgesetzt.

### Tod
27 Jahre nach seiner Pensionierung starb Aurada am 22. März 2004 im Alter von 87 Jahren in seiner Geburts- und Heimatstadt Wien. Die Bestattung im elterlichen Grab fand am 1. April 2004 am Friedhof Südwest statt. Er hinterließ seine Tochter Edith mit ihrem Ehemann Franz sowie die Enkel Martin, Lorenz und Leopoldine.

## Publikationen (Auswahl)
- Das Hochgebirgsbild der Lienzer Dolomiten und seine Entstehung. Dissertation, Universität Wien 1940. 248 S., 2 Karten, 1 geologische Profiltafel, 98 Eigenaufnahmen.
- Eine amerikanische Lösung der Kulturlandschaftsgestaltung. In: Mitteilungen der Geographischen Gesellschaft Wien, 90 (1948), S. 88–95.
- Föhn. In: Berge und Heimat, 3 (1948), S. 90–92.
- Fließendes Gletschereis. In: Berge und Heimat, 3 (1948), S. 333ff.
- Ewige Berge?. In: Berge und Heimat, 5 (1950), S. 114–116.
- Die „Kraftwerkkette“ am Kamp. In: Mitteilungen der Geographischen Gesellschaft Wien, 92 (1950), S. 30–34, 2 Abb.
- Klimaschwankungen der Gegenwart. In: Mitteilungen der Geographischen Gesellschaft Wien, 92 (1950), S. 94–97.
- Bevölkerungsprobleme Neuseelands. In: Mitteilungen der Geographischen Gesellschaft Wien, 92 (1950), S. 218–219.
- Reliefgebundene Gletscherdynamik. In: Mitteilungen der Geographischen Gesellschaft Wien, 92 (1950), S. 241–255, 1 Abb.
- Das sprechende Bild. In: Berge und Heimat, 6 (1951), S. 204–205.
- Gewinnung von Lebensraum im Zeichen des T.V.A.-Gedankens. In: Mitteilungen der Geographischen Gesellschaft Wien, 93 (1951), S. 51–55.
- Kurs für Hochgebirgsforschung 1951. In: Mitteilungen der Geographischen Gesellschaft Wien, 93 (1951), S. 158–159.
- Steinernes Wunderland. Die Formenwelt der Alpen. Stuttgart: Franckh 1951. 150 S., 45 Fig. im Text, 21 Abb. auf 16 Tafeln. (Reihe „Kleine Länderkunden“)
- Internationaler Hochschulkurs für Kartographie Zürich–Bern 1957. In: Mitteilungen der Geographischen Gesellschaft Wien, 100 (1958), S. 153–156.
- Ein Jahrzehnt Bergbau- und Industrieerschließung der französischen Sahara. In: Mitteilungen der Geographischen Gesellschaft Wien, 100 (1958), S. 362–373, 1 Falttafel.
- Bewässerungssysteme des Industrielandes und ihre Entwicklungsprobleme. In: Mitteilungen der Österreichischen Geographischen Gesellschaft, 102 (1960), S. 326–339, 1 Tafel.
- Die Freytag-Berndt-Touristenwanderkarte. Entwicklung, Kartenbild und Redaktion. (= Arbeiten der Gruppe für Natur- und Hochgebirgskunde und alpine Karstforschung der Sektion Edelweiß des ÖAV, 10). Wien: Edelweiß 1961. 8 S., 4 Tafeln in Mehrfarbendruck.
- 100 Jahre Alpenvereinskartographie. Die Alpenvereinskarte und ihre Entwicklung. 2. Aufl. (= Arbeiten der Gruppe für Natur- und Hochgebirgskunde und alpine Karstforschung der Sektion Edelweiß des ÖAV, 6). Wien: Edelweiß 1962. 24 S.
- Alpenvereinskarten (Eine Zusammenstellung in Tabellenform). 2. Aufl. (= Arbeiten der Gruppe für Natur- und Hochgebirgskunde und alpine Karstforschung der Sektion Edelweiß des ÖAV, 7). Wien: Edelweiß 1961. 4 S.
- Entwicklung und Bedeutung der Erdölfelder Ostarabiens. Teil I. In: Mitteilungen der Österreichischen Geographischen Gesellschaft, 104 (1961), S. 230–239, 1 Tafel.
- Entwicklung und Bedeutung der Erdölfelder Ostarabiens. Teil II. In: Mitteilungen der Österreichischen Geographischen Gesellschaft, 104 (1961), S. 379–397, 1 Abb.
- Die Großschiffahrtsstraße der österreichischen Donau und ihre Häfen. In: Mitteilungen der Österreichischen Geographischen Gesellschaft, 106 (1964), S. 252–259.
- Bedeutung und Eigenständigkeit der thematischen Kartographie im Rahmen der Schulatlanten. In: Mitteilungen der Österreichischen Geographischen Gesellschaft, 108 (1966), S. 110–122.
- Die Atlasbeilage zur Wirtschaftskunde Österreichs – ein neuer Weg schulkartographischer Darstellung. In: Mitteilungen der Österreichischen Geographischen Gesellschaft, 109 (1967) (= Festschrift Egon Lendl), S. 441–449, 1 Beilage.
- Eine neue „kartographische Landeskunde“ von Österreich. In: Österreich in geographischer Landeskunde (ÖGL), 11 (1967), S. 267–279, 1 Tabelle, 1 Kartenbeilage.
- 10 Jahre „Geographische Informationen“. In: Mitteilungen der Österreichischen Geographischen Gesellschaft, 111 (1969), S. 87.
- Zur Lage der Schulkartographie am Beginn der Siebzigerjahre. In: Grundsatzfragen der Kartographie. Wien: Österr. Geograph. Gesellschaft 1970, S. 29–48. Auch in: Mitteilungen der Österreichischen Geographischen Gesellschaft, 112 (1970), S. 398–415.
- Der Arbeitskreis „Topographisch-geomorphologische Kartenproben 1:25.000“ und seine Bedeutung für die neuere kartographische Entwicklung großmaßstäbiger topographischer Karten. In: Mitteilungen der Österreichischen Geographischen Gesellschaft, 113 (1971), S. 126–135.
- Der „Neue Schulatlas für Südtirol“ – ein neuer Weg in der Schulkartographie Italiens. In: Mitteilungen der Österreichischen Geographischen Gesellschaft, 113 (1971), S. 327–347, 2 Kartenbeilagen.
- Die Themakartographie, ein dominierendes Informationsmittel der Wirtschaftsdarstellungen. In: Wirtschaftsgeographische Studien, 1 (1977), S. 9–16.
- Das Informations- und Dokumentationszentrum (I.D.G.) für die Geographie der Niederlande – eine richtungweisende Institution. In: Mitteilungen der Österreichischen Geographischen Gesellschaft, 120 (1978), S. 317–319.
- Die thematische Kartographie in der Globendarstellung – Vorteile und Grenzen. In: Der Globusfreund, 25/27 (1978), S. 41–46.
- Themakartographie im Dienste der „Bundesländergeographie“. In: Österreich in geographischer Landeskunde (ÖGL), 23 (1979), S. 220–230, 2 Beilagen.
- In memoriam Hofrat Dr. Rudolf Kinauer, gest. 6.10.1979. In: Der Globusfreund, 28/29 (1980), S. 17–19.
- Die „Alpenvereinskarte“ in Südtirol. II. Teil: Die „klassische“ Alpenvereinskartographie und ihre Gegenwart. In: Südtirol in Wort und Bild, 4 (1981), S. 10–15.
- Der Nationalpark Hohe Tauern – ein Projekt höchster geographischer Bedeutung – Schritte zur Verwirklichung. In: Mitteilungen der Österreichischen Geographischen Gesellschaft, 124 (1982), S. 89–130.
- Die Stellung der Alpenvereinskartographie in den Ostalpen. In: Österreichische Beiträge zur Geographie der Ostalpen (= Wiener Geographische Schriften, 59/60), Wien: Hirt 1984, S. 177–184.
- Die Alpenvereinskartographie – ein bedeutender Faktor in der alpinen Erschließung und Erforschung Südtirols. In: Österreich in geographischer Landeskunde (ÖGL), 31 (1987), S. 116–131, 1 Falttafel.
- Die Bedeutung der „Darstellungsebenen“ in der thematischen Schulkartographie. In: Asche, H.; Topel, T. (Hrsg.): Beiträge zur Geographie und Kartographie. Festschrift für Ferdinand Mayer zum 60. Geburtstag (= Wiener Schriften zur Geographie und Kartographie, 3), 1989, S. 56–61.
- Neunzig Jahre Alpenvereinskartographie im Spiegel der Karten für die Verwallgruppe von 1899 und 1990. In: Mitteilungen der Österreichischen Geographischen Gesellschaft, 133 (1991), S. 191–200, 2 Abb., 1 Tabelle.
- „Geographische Informationen“ 1958–1969 (1976). Rückblick auf einen gelungenen Versuch. In: Mitteilungen der Österreichischen Geographischen Gesellschaft, 136 (1994), S. 266–270.
- Dreißig Jahre Informations- und Dokumentationszentrum für die Geographie der Niederlande 1964–1994. In: Mitteilungen der Österreichischen Geographischen Gesellschaft, 137 (1995), S. 427–428.